# Jordan (évêque)
Pour les articles homonymes, voir Jordan.
Jordan (? – 984) est le premier évêque polonais. 
Il est arrivé en Pologne en l’an 966, à la suite de la conversion au christianisme de Mieszko Ier. En 968, la papauté instaure chez les Polanes, à Poznań, un premier évêché confié à l’évêque missionnaire Jordan. Cet évêché dépend directement de Rome et non du Saint-Empire. Nous n’avons aucune information sur la nationalité de Jordan. 
Jordan meurt en 984. Unger lui succèdera vers 991/992.
Une passerelle porte son nom à Poznań, le pont de l'évêque Jordan (pl).